# ISO 2848
Die ISO 2848 Hochbau; Modularkoordination; Grundsätze und Regeln (engl.: Building construction – Modular coordination – Principles and rules, Internationale Organisation für Normung) ist eine ISO-Norm, die von der Bauindustrie verwendet wird. Das Ausgabedatum der aktuell gültigen Version ist April 1984. Die Norm beschreibt eine Maßordnung basierend auf Vielfachen von 300 mm und 600 mm. Bei 300 und 600 handelt es sich um „bevorzugte Zahlen“, Zahlen mit einer großen Anzahl von Teilern. Sie und ihre Vielfachen können durch 2, 3, 4, 5, 6, 10, 12, 15, 20, 25, 30 etc. geteilt werden und sind damit fürs Kopfrechnen bestens geeignet. Das System ist bekannt als „modular coordination“.
Die im August 1986 veröffentlichte BS 6750 Modulordnung im Bauwesen und die im September 2019 veröffentlichte ISO 21723 Hoch- und Ingenieurbau - Modulare Koordination - Modul haben einen ähnlichen Fokus wie die ISO 2848.

## Basismodul
Zur Orientierung auf Grundrissen und im Bauwerk werden Koordinatensysteme verwendet. Eine Koordinate ist eine von mehreren Zahlen, mit denen man die Lage eines Punktes in einer Ebene angibt. Die nummerischen Abstände sind die Koordinatenmaße. Diese sind in der Regel ein Vielfaches eines Moduls. Die Standardeinheit von ISO 2848 ist ein Basismodul mit einer Länge von 100 mm, das in den Normen durch den Buchstaben M dargestellt wird. Bei Einhaltung der Norm sind die Hauptabmessungen wie Gitterlinien auf Zeichnungen, Abstände zwischen Wandmitten, Regalbreiten und Küchenelemente ein Vielfaches des Basismoduls. Für größere Längen wird bevorzugt das 3-, 6-, 12-, 15-, 30- oder 60-Fache des Basismodul gewählt. Für kleinere Längen werden die Submodule 1⁄4 M und 1⁄2 M bevorzugt.

## Metrischer Fuß
Beim Metrischer Fuß (englisch Metric Foot)
handelt es sich um den Spitznamen für eine Länge mit einer bevorzugten Zahl, der Länge von 3 Basismodulen (3 M) bzw. 300 mm (11,811 in). Das metrische Maß von 300 mm ist vergleichbar dem Fuß (engl. Foot) des angloamerikanischen Maßsystems. Ein metrischer Fuß ist 4,8 mm (0,189 in) kürzer als der angloamerikanische Fuß.
Obwohl der Metrische Fuß noch immer gelegentlich im Vereinigten Königreich verwendet wird, besonders in der Holzindustrie, werden Angaben mittlerweile meist nur noch in metrischen Einheiten vorgenommen.
Die Maße der 1960 eröffneten Studios von BBC in London sind in metrischen Fuß angegeben, im Unterschied zu anderen Filmstudios, deren Maße in angloamerikanischen Fuß und Zoll angegeben sind.

## Metrischer Zoll
Ein Metrischer Zoll (englisch Metric Inch) ist ein Spitzname für eine bevorzugte 1⁄4-Teilung eines ISO-2848-Basismoduls mit 100 mm Länge oder 1⁄12 eines Metrischen Fußes mit einer Länge von 300 mm (11,811 in), hat also eine Länge von 25 mm. Ein Metrischer Zoll ist 0,4 mm (0,016 in) kürzer als ein angloamerikanischer Zoll, der als 25,4 mm definiert ist.
Metrisches Zoll wurde auch in der Computer-Hardware der COMECON-Staaten verwendet, die als Abstände der Pins 1⁄10 der Metrischen Zoll Länge verwendeten statt der westlichen Praxis von 1⁄10 des angloamerikanischen Zolls.